# 张知远
张知远（1922年3月—2021年2月2日），男，浙江余姚人，中华人民共和国政治人物，曾任辽宁省革命委员会副主任，辽宁省人民政府副省长，辽宁省人大常委会副主任。